# Zomilla Hegyi
Zomilla Hegyi (Budapest, 31 de octubre de 1989) es una deportista húngara que compitió en piragüismo en la modalidad de aguas tranquilas. Ganó dos medallas de plata en el Campeonato Mundial de Piragüismo, en los años 2009 y 2010, y una medalla de plata en el Campeonato Europeo de Piragüismo de 2009.

## Palmarés internacional
| Campeonato Mundial | Campeonato Mundial     | Campeonato Mundial | Campeonato Mundial |
| Año                | Lugar                  | Medalla            | Competición        |
| ------------------ | ---------------------- | ------------------ | ------------------ |
| 2009               | Dartmouth (Canadá)     | Medalla de plata   | K1 4 × 200 m       |
| 2010               | Poznań (Polonia)       | Medalla de plata   | K1 4 × 200 m       |
| Campeonato Europeo |                        |                    |                    |
| Año                | Lugar                  | Medalla            | Competición        |
| 2009               | Brandeburgo (Alemania) | Medalla de plata   | K1 4 × 200 m       |